# Rasoherina
Rasoherina (?, oko 1814. – Amboditsiri, 1. travnja 1868.), kraljica Madagaskara nakon pogibije svoga muža kralja Radame II. u državnom udaru, od 12. svibnja 1863. do smrti 1. travnja 1868. godine.
Malgaši su zapamtili kraljicu Rasoherinu kao svog prvu vladaricu koja je uputila malgaške veleposlanike u London i Pariz, ali i zabranila trgovanje nedjeljom.

## Biografija

### Uspon na prijestolje
Rasoherina je rođena kao princeza Rabodozanakandriana, od oca princa Andriantsalame i njegove žene princeze Rafaramanjake.Zajedno sa svojim prvim mužem kraljem Radamom II. imenovana je suvladaricom Madagaskara 23. rujna 1862. godine.
Kao kraljica-suvladar Rabodo je postala najizglednija kandidatkinja za buduću vladaricu nakon državnog udara u kojem je ubijen njen muž 12. svibnja 1863. Sami urotnici, među kojima su bili najvažniji braća Rainivoninahitrinioni (predsjednik vlade) i Rainilaiarivoni (vojni zapovjednik), s ostalom dvorskom aristokracijom obratili su joj se odmah nakon udara i dali joj do znanja kako će ona imati njihovu podršku kao nova kraljica pod određenim uvjetima. Tražili su od nje prihvatiti da će se u svom mandatu pridržavati određenih pravila vladanja. Oni su konkretno od nje zatražili zabranu praksu tangene (božje sudovanje (izvođenje dokaza mučenjem)), proglašenje slobodu vjeroispovijesti i osiguranje provođenja podjele vlasti između nje kao suverena, dvorske aristokracije (Andriana) i Hova (slobodnih građana). Kako bi se to osiguralo, dogovoren je i politički brak između nje i premijera Rainivoninahitrinionija. Ona je pristala na njihove uvjete, te je odmah nakon kraljeve smrti proglašena kraljicom regentom, a 30. kolovoza 1863. godine okrunjena za kraljicu u Antananarivu.

### Vladavina
Prve godine svoje vladavine provela je u sjeni svoga novog muža Rainivoninahitrinionija koji je imao stvarnu moć u kraljevini. 
Vremenom je Rainivoninahitrinioni postao pravi despot i nasilnik, osobito kad bi se napio. Istodobno su u javnost dospjele informacije o njegovoj umiješanosti u ubojstvo Radame II. Rasoherina ga je prisilila podnijeti ostavku na položaj predsjednika vlade i otići u progonstvo među pleme Betsileo. Na njegovo mjesto postavila je njegovog mlađeg brata Rainilaiarivonija (bivšeg vojnog zapovjednika), za kojeg se udala 21. veljače 1869. godine.
Vladavinu ove kraljice obilježilo je nekoliko događaja; slanje malgaških veleposlanika u London i Pariz i zabrana trgovanja nedjeljom. Rasoherina je poništila Povelju Lambert, koju je bio potpisao njen muž Radama II., što je izazvalo val nezadovoljstva u Francuskoj. Tako je Madagaskar morao platiti 240 000 ariarija (oko 1 200 000 francuskih franaka) francuskim građanima kao odštetu za kršenje ovog unosnog trgovačkog sporazuma. Kako bi to ublažila ona je 27. lipnja 1865. godine potpisala ugovor s Velikom Britanijom kojim je dala britanskim podanicima pravo na najam zemljišta i nekretnina na otoku i pravo na stalnog veleposlanika. 
Sa Sjedinjenim Američkim Državama potpisala je sporazum o trgovini i suradnji 14. veljače 1867., njime je bio djelomično ograničen uvoz oružja i izvoz stoke s Madagaskara. Na kraju je potpisala mirovni ugovor s Francuskom, kojim je naglašeno pomirenje dva naroda.

### Urota protiv nje i smrt
U posljednjim danima kraljičina života izbila je urota, koja je za cilj imala uklanjanje predsjednika vlade Rainilaiarivonija s vlasti i imenovanje princa Rasate kraljem. U petak 27. svibnja 1868., oko 14 h, skupina naoružanih prosvjednika provalila je u kraljevsku palaču Rovu i uspjela uhvatiti dosta dvorjana. Među njima je bio i zapovjednik Rasoherinine garde, a po svemu sudeći iza prosvjednika je stajao bivši predsjednik vlade Rainivoninahitrinioni. Međutim, nekoliko stražara uspjelo je pobjeći i obavijestiti Rainilaiarivonija koji je bio u posjetu teško bolesnoj kraljici. Ona se tada obratila javnosti, zatraživši pomoć protiv prosvjednika. Nakon toga su mnogi izišli na ulice i uputili se u palaču Rovu. Time su pomogli svladati pobunjenike.
Rasoherina je umrla četiri dana nakon tog incidenta, 1. travnja 1868. godine.

## Vanjske poveznice
- The Merina (or Hova) Dynasty
- Precolonial Madagascar history